# Bajkál-tó
A Bajkál-tó (oroszul: Озеро Байкал / Ozero Bajkal, burjátul: Baykal-Nur, azaz gazdag tó) egy tektonikus eredetű hasadéktó, amely a Jenyiszej folyó vízgyűjtő területén, Dél-Szibériában, Oroszországban található. 
Víztérfogat szerint a Föld legnagyobb édesvizű tava, amely a világ tavai édesvizének 22–23%-át tartalmazza, többet, mint az észak-amerikai Nagy-tavak együttvéve. Ez egyben a világ legmélyebb tava, maximális mélysége 1642 méter. Az oroszok még ma is tengerként emlegetik, a burjátok és a mongolok pedig sokszor Dalaj-Nor, vagyis szent tenger néven. 
A tavat és a környező területeket egyedülálló növény- és állatvilág jellemzi, sok állatfaj endemikus.
Az egyedi ökoszisztémájára való tekintettel a tavat és környező területét 1996-ban felvették a világörökségek közé.
A legközelebbi nagyváros Irkutszk.

## Földrajz
A 636 km hosszú és 25–79 km széles tó a legnagyobb édesvizű tó Ázsiában (31 722 km²), egyben a Föld legmélyebb tava. Az egyik legutóbbi expedíció tengeralattjárói 1640 méter mélyre terveznek lemerülni a tó mélyére (korábban 1637 m-re, ill. 1620 m-re jutottak), azonban egy baleset miatt a merülés csak 1580 méter mélységig sikerült. A tó vízszintje a tengerszint felett 455 méteren fekszik, átlagmélysége 744 méter.
A tó neve valószínűleg a burját-mongol bajgal szóból származik, ami természetet jelent. Kora körülbelül 25-30 millió év, amivel a Föld egyik legöregebb tava. A tó a Kelet-afrikai-árokhoz hasonló hasadékvölgyben (rift), a Bajkál-árokban alakult ki. A környező vidék szeizmikusan aktív: sok hőforrás található a partvidéken illetve a meder alján is, és a földrengések sem ritkák a tó vidékén.
A tó feneke 1186 méterrel a tengerszint alatt található, és ezzel ez a Föld legmélyebb kontinentális hasadéka. A tó űrtartalma 23 615 km³, ami a mélysége miatt nagyjából megegyezik az észak-amerikai Nagy-tavak együttes űrtartalmával. A tó fenekén egy hét kilométer vastagságú üledék van.
A tavat hegyek veszik körül, a vízben pedig több sziget található, melyek közül a legnagyobb az Olhon, ami 72 km hosszú. Az Olhon szigeten található a mítikus sámán szikla, mely előtt a legenda szerint Dzsingisz kán is meghajolt. A Bajkál szívének is nevezik a szigetet, ahol máig sámánok élnek. A tavat több mint 300 folyó táplálja, köztük a jelentősebbek: Szelenga, Uda, Barguzin, Felső-Angara és a Turka. A tó egyetlen lefolyása az Angara.
A tó vizének jellegzetessége, hogy nagyjából 40 méter mélységigig átlátszó. A vize rendkívül tiszta és jó minőségű, magas az oxigéntartalma, alacsony az ásványianyag-tartalma. A szovjet időkben papírgyárat építettek a tó partjára, melyet napjainkban zártak be, így már nem szennyezi a tó vizét.
A tó januárban befagy, majd májusban felenged. Augusztusban a víz hőmérséklete 12 °C, de a partoknál előfordul, hogy a 20 °C-ot is eléri. A szél által keltett hullámok 5 m magasak is lehetnek.

## Élővilág
A tónak rendkívüli gazdag és változatos élővilága van, közel 1200 állat- és 600 növényfajnak ad élőhelyet. A Bajkál-tó körül máig érintetlen őserdők terülnek el, s az itt élő emberek békében és harmóniában élnek a számukra tengerként tisztelt víztömeggel.

### Állatvilág
Az állatfajok közül kiemelkedő a tó minden részén megtalálható bajkáli fóka vagy nerpa, a Föld kevés édesvízi fókafajának egyike. Illetve a fóka fő táplálèkát jelentő, tengeri eredetű bajkáli omul. Itt található meg az amula maréna, valamint a tokhal, mely az értékes fekete kaviárt adja.

## Települések
- Babuskin
- Bajkalszk
- Bajkalszkoje
- Husir
- Irkutszk
- Lisztvjanka
- Nyizsnyeangarszk
- Szelenginszk
- Szeverobajkalszk
- Szljugyanka
- Uszty-Barguzin

## Környezeti ártalmak
A második világháború befejezése után a tó környezetének iparosodása felgyorsult, különösen a transzszibériai és a Bajkál-Amur vasútvonalaknak köszönhetően. Papír- és cellulózgyárak épültek Bajkalszk (1966) és Szelenginszk közelében. A tavon a halászat ipari méreteket öltött. A tó partján fekvő városok, – köztük Bajkalszké, – méretben és lakosságszámban egyre növekszik. A települések és az ipar szennyvizét gyakran tisztítatlanul engedik a tóba. A tó környékét az erdőirtások fenyegetik. Ezek mind hozzájárulnak a tó vizének és a környező tájnak a szennyezéséhez és pusztulásához.

## Galéria

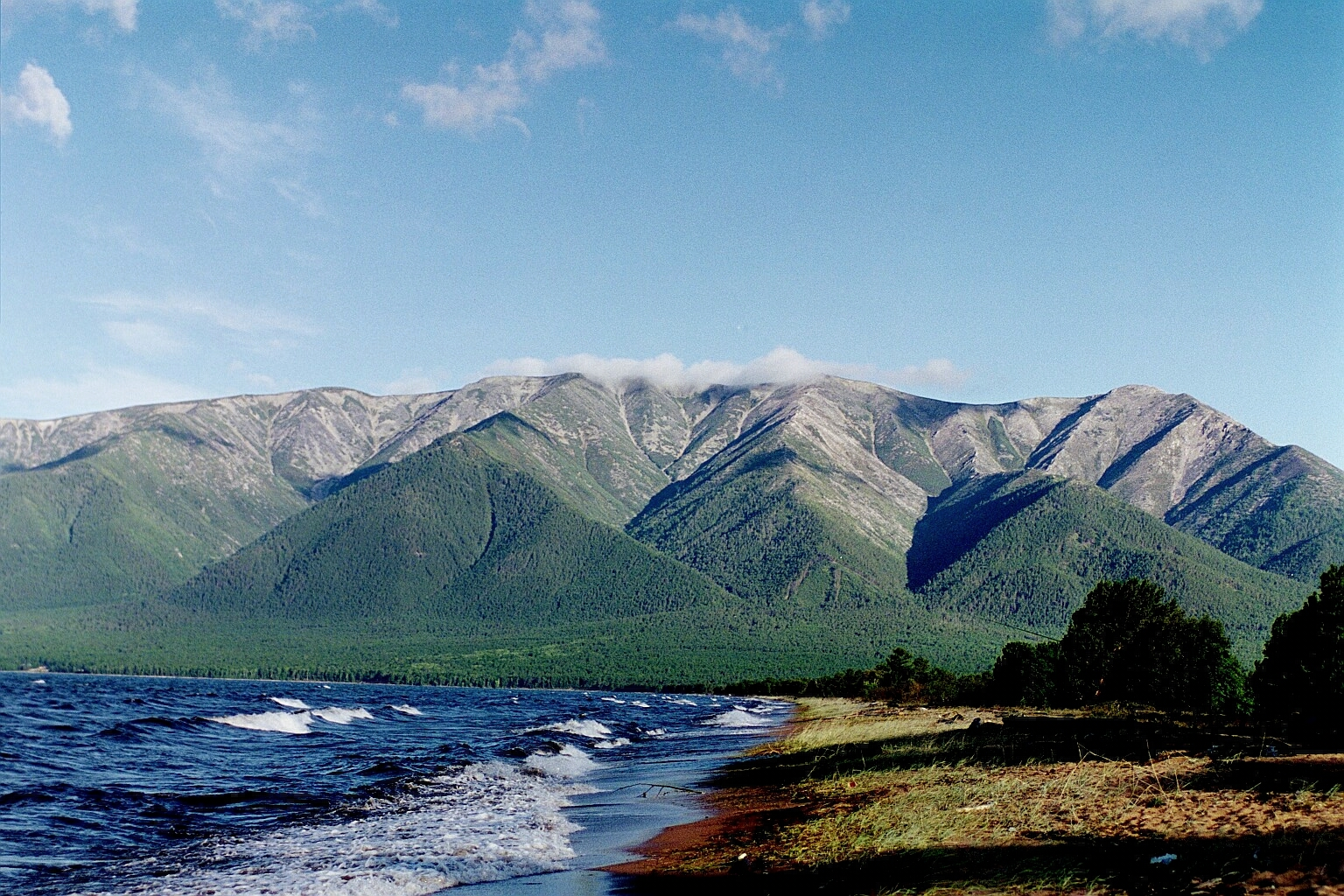
Szvjatoj Nos
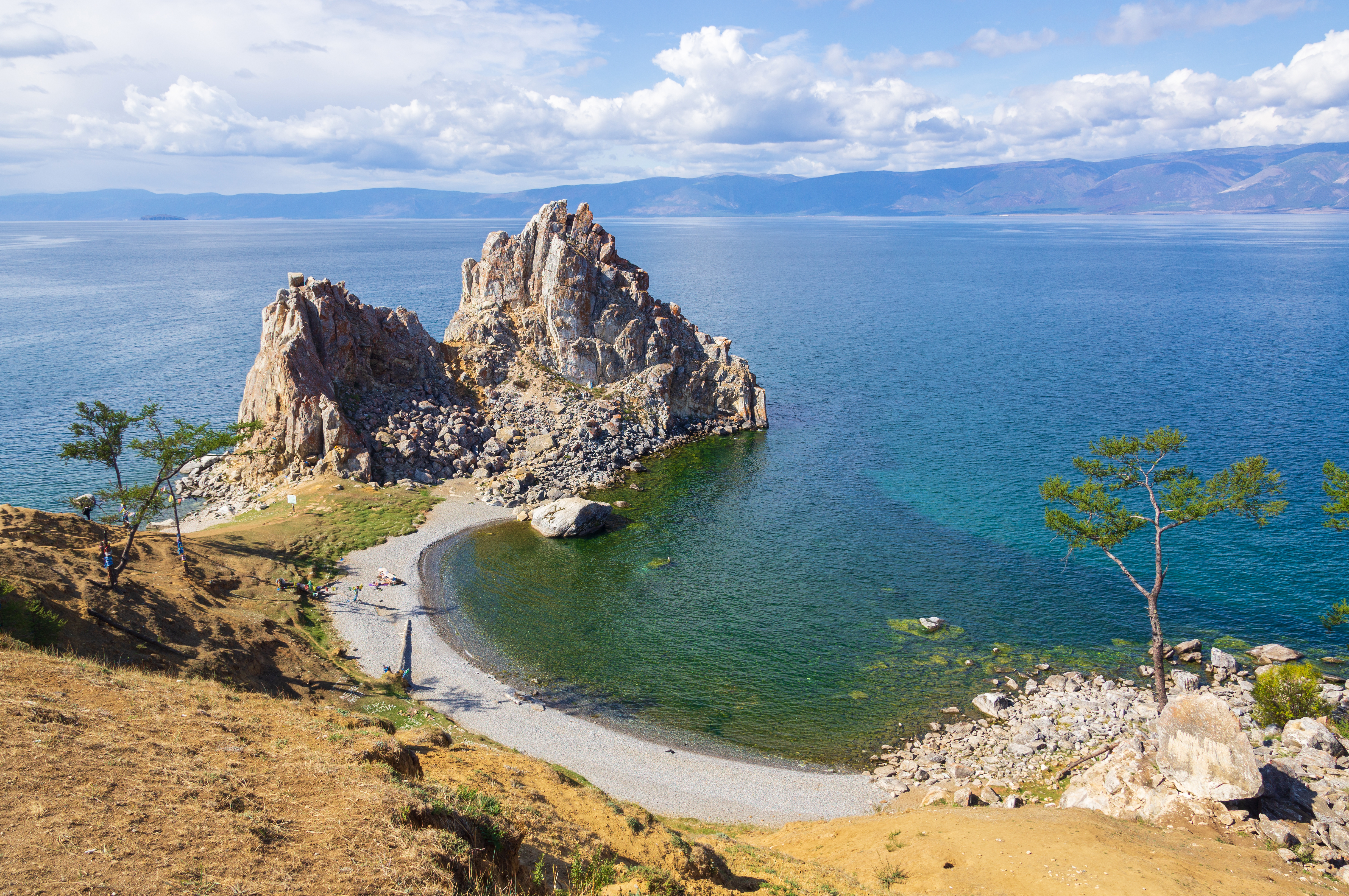
Olkhon-sziget
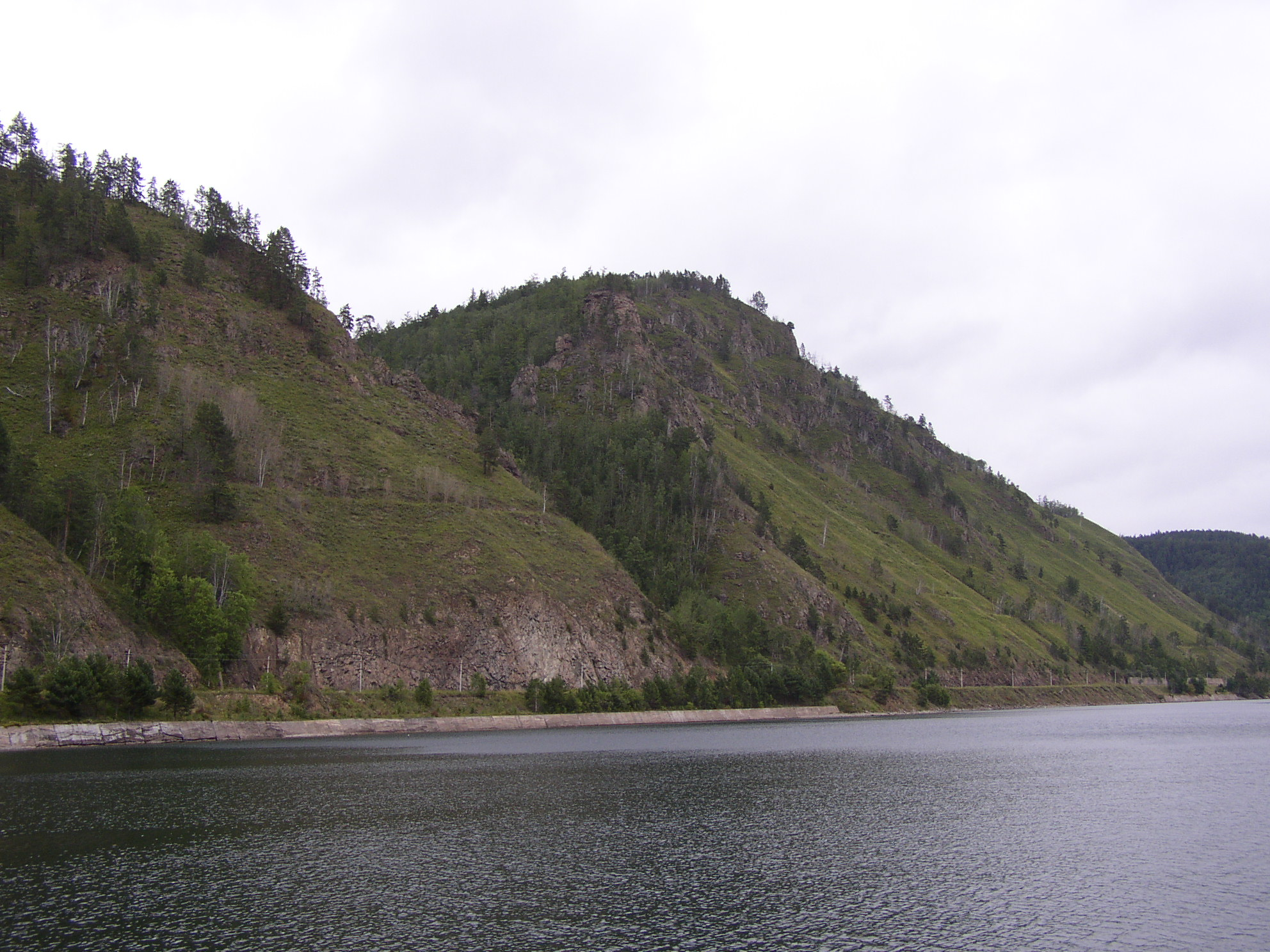
A tó nyugati partszakasza
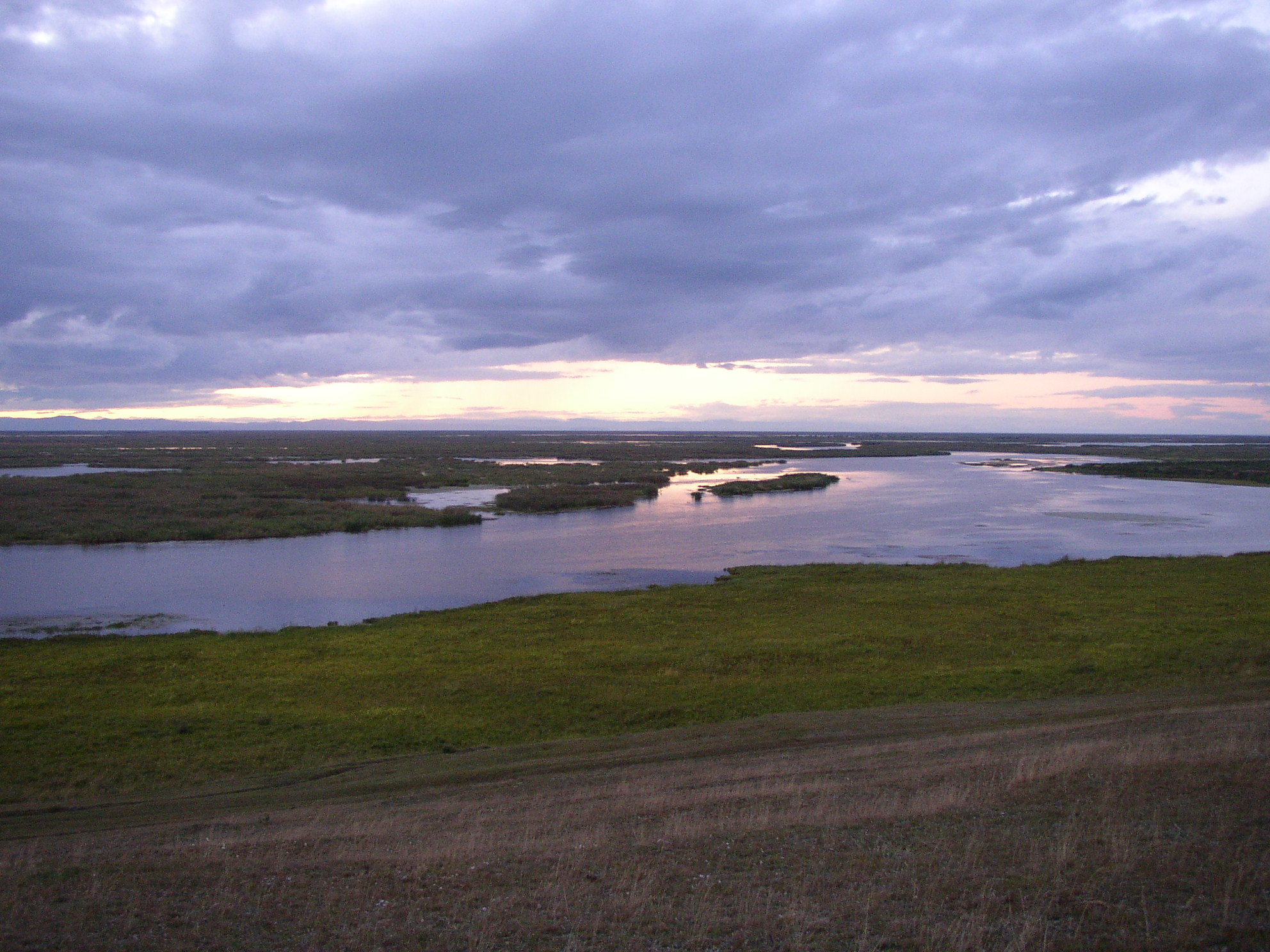
A Szelenga-delta a tó keleti partján
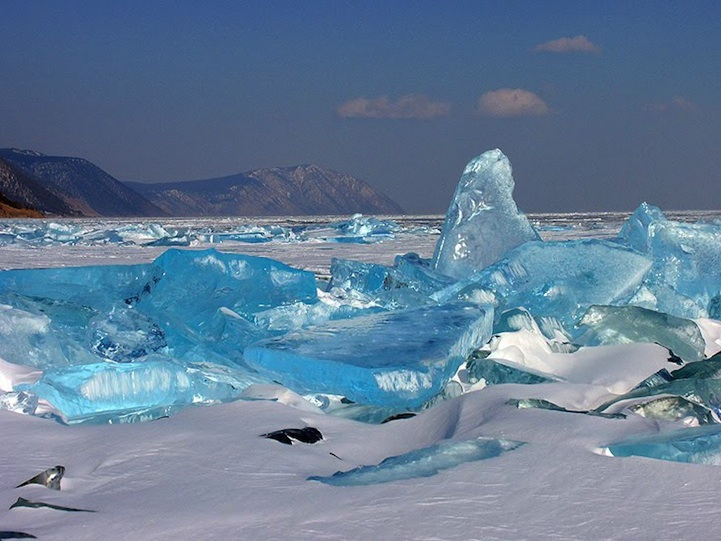
A Bajkál-tó télen